# Europese weg 981
De Europese Weg 981 of E981 is een Europese weg in Turkije die loopt van Afyonkarahisar naar: de E90 tussen Aksaray en Pozantı.